# Christian Le Bartz
Christian Le Bartz (Montreuil-sous-Bois, 25 aprile 1951 – Sens, 4 febbraio 2025) è stato un cantante francese, frontman dei Rockets.

## Biografia
Inizialmente suonava in un gruppo di Parigi chiamato Blues Fire, al quale nel 1968 si unì Gerard L'Her, futuro componente dei Rockets.
Nel 1972 si formarono i Crystal, che rimasero in attività per qualche anno, senza tuttavia incidere alcun materiale. In occasione di una loro esibizione, nel 1973 furono notati dal produttore Claude Lemoine, che li convocò per un incontro nel quale espose loro il suo progetto musicale: ebbe così inizio la loro collaborazione.
Nel 1974 venne pubblicato in Francia il singolo Rocket Man che, pur essendo scritto, suonato e cantato da musicisti esterni, fu attribuito al gruppo, che nel frattempo aveva cambiato nome proprio in Rocket Man e cominciato a sperimentare il nuovo look con le teste rasate e la pelle argentata che da lì a poco sarebbe diventato il loro segno distintivo.
Nel 1975 venne pubblicato il singolo Future Woman/Sexy Planet; il nome cambiò nuovamente in Les Rockets, per poi diventare definitivamente Rockets in occasione del singolo Samourai/Fils Du Ciel. La band iniziò a farsi conoscere in Francia con un tour nazionale.
Nel 1976 i Rockets pubblicarono il loro primo album omonimo, noto come "album verde". Nel 1977 provarono ad allargare il loro successo anche in Italia, dove alla fine dell'anno organizzarono un tour.
Nel 1978 i Rockets pubblicarono il loro secondo album On The Road Again; con questo album i Rockets consolidarono il loro successo.
Con l'album Plasteroid, uscito nel 1979, il successo dei Rockets fece sì che dalle esibizioni nelle discoteche si passasse a palasport e stadi. Una delle usanze di Christian Le Bartz nei concerti consisteva nell'entrare in scena uscendo da una cabina di plexiglas, infrangendola in mille pezzi per richiamare la copertina dell'album che presentava le figure dei componenti del gruppo dispersi nello spazio imprigionati in parallelepipedi di ghiaccio.
Grazie al successo ottenuto con l'album Galaxy, i Rockets nel 1980 completarono un tour di quasi duecento date . La scenografia del concerto fece epoca. Infatti sul palco erano presenti due grandi cupole bianche che si aprivano ad inizio concerto, che contenevano tastiere e batteria, con i rispettivi musicisti. Il tour viene ricordato anche perché, durante l'esecuzione dal vivo di Synthetic Man, Christian Le Bartz usava indossare un casco laser.
Con il nuovo album π 3,14 uscito nel 1981, il sound dei Rockets cambia (anche a causa di alcune imposizioni della casa discografica) e il successo diminuisce.
Nel 1982 esce l'album Atomic. È l'ultimo anno in cui Christian Le Bartz si esibisce sul palco con i Rockets e in cui la band si presenta con il classico look alieno che li ha sempre contraddistinti.
Nel 1983 i componenti del gruppo – che nel frattempo avevano definitivamente rotto i rapporti con Claude Lemoine – decidono di prendere un periodo di riflessione e cominciano a comporre delle demo per il nuovo album. Nel 1984 la casa discografica CGD contatta il cantante inglese Sal Solo per tentare di espandere il successo anche all'estero. Christian lascia quindi definitivamente il suo ruolo di frontman e nell'anno successivo seguirà il gruppo nella sua nuova formazione in veste di road manager.
Risiedeva a Brannay, nel dipartimento della Yonne, a circa cento km a sud di Parigi. Dopo aver lasciato il mondo della musica, ha posseduto per diversi anni una azienda che si occupava della commercializzazione e import-export di alimenti per cani e gatti. Dal suo ritiro Christian si era definitivamente allontanato dai riflettori: pur avendo accettato di ospitare persino in casa propria alcuni fan (che gestiscono una pagina dedicata interamente ai Rockets), ha chiesto la massima riservatezza, tanto da non pubblicare nessuna foto né dare notizie dirette di se stesso da allora.
Christian Le Bartz è deceduto il 4 febbraio 2025 a Sens, appena tre mesi prima dell'ex compagno di band Alain Maratrat.

## Discografia

### Rockets
- 1976 – Rockets
- 1978 – On The Road Again
- 1979 – Plasteroid
- 1980 – Galaxy
- 1980 – Live
- 1981 – π 3,14
- 1982 – Atomic
- 2021 – Alienation